# Paweł Bukowiec
Paweł Bukowiec – polski literaturoznawca, dr hab. nauk humanistycznych, adiunkt Katedry Kultury Literackiej Pogranicza Wydziału Polonistyki Uniwersytetu Jagiellońskiego.

## Życiorys
20 stycznia 2003 obronił pracę doktorską Dwujęzyczna literatura polsko-litewska na Żmudzi i Wileńszczyźnie w latach 1795-1830, 10 czerwca 2015 habilitował się na podstawie pracy zatytułowanej Metronom. O jednostkowości poezji "nazbyt" rytmicznej. Pracował w Podhalańskiej Państwowej Uczelni Zawodowej w Nowym Targu.
Jest adiunktem Katedry Kultury Literackiej Pogranicza Wydziału Polonistyki Uniwersytetu Jagiellońskiego.